# 野桐棒粉蝨
野桐棒粉蝨（学名：Aleuroclava malloti）为粉蝨科棒粉蝨屬下的一个种。